# Torben Grael
Torben Grael, né le 22 juillet 1960 à São Paulo, est un skipper brésilien. Surnommé « la turbine », il est l'une des légendes de la voile olympique. Torben Grael est le sportif brésilien et le marin à avoir remporté le plus de médailles olympiques (2 or, 1 argent et 2 bronze), et le cinquième marin au nombre de titre olympiques (le danois Paul Elvstrøm en ayant remporté quatre) .

## Jeunesse
D'origine danoise, il a appris la voile grâce à son grand-père qui le faisait naviguer sur un quillard de type 6 mètres JI utilisé par l'équipe danoise de voile aux Jeux olympiques d'été de 1912 à Stockholm, où elle avait remporté la médaille d'argent. Torben Grael a grandi à Niterói, dans la baie de Guanabara où il navigue avec son frère Lars, également médaillé olympique.

## Jeux olympiques
Torben Grael a remporté cinq médailles aux Jeux olympiques entre 1984 et 2004, dont quatre en Star. Pour sa première participations aux Jeux, en 1984 à Los Angeles, il obtient la médaille d'argent en Soling, avec ses deux coéquipiers Ronaldo Senfft et Daniel Adler. En double avec Nelson Falcao dans la catégorie Star, il décroche le bronze en Star à Séoul en 1988.
Après être rentré bredouille de Barcelone, il devient champion olympique à Atlanta, associé avec Marcelo Ferreira, qui était déjà son coéquipier à Barcelone et qui le sera jusqu'à Athènes.
À Sydney en 2000, Torben Grael ne parvient pas à conserver son titre mais arrive sur la troisième marche du podium. Grael et Ferreira récupèrent la médaille d'or en Star en 2004 à Athènes.

## Coupe de l'America
Depuis 1999, Torben Grael est membre de la cellule arrière de Luna Rossa Challenge (alors appelé Prada), le syndicat italien engagé dans la Coupe de l'America. Les Italiens remportent la Coupe Louis-Vuitton 2000, qualificative pour disputer la finale de Coupe de l'America. Lors de cette finale, ils sont battus par les Néo-Zélandais de Team New Zealand, emmenés par Russell Coutts.
En 2003, Luna Rossa ne parvient pas à se qualifier pour la finale de la Coupe Louis-Vuitton.
Fin connaisseur des conditions météo, Torben Grael est le tacticien de Luna Rossa pour la Coupe de l'America 2007. Associé au barreur australien James Spithill, il est notamment l'un des gros artisans du succès de son équipe en demi-finale contre les Américains de BMW Oracle. Luna Rossa Challenge est opposé à Emirates Team New Zealand en finale de la Coupe Louis-Vuitton 2007.

## Volvo Ocean Race
Depuis 2005, Torben Grael participe en tant que capitaine à cette course au large autour du monde, par étapes et en équipage. Après une troisième place lors de sa première participation, il remporte l'édition 2008-2009 du Volvo Ocean Race en remportant 5 étapes sur 10.

## Palmarès
- Jeux olympiques[3]
  - 1984 :  Médaille d'argent en Soling ;
  - 1988 :  Médaille de bronze en Star ;
  - 1996 :  Médaille d'or en Star ;
  - 2000 :  Médaille de bronze en Star ;
  - 2004 :  Médaille d'or en Star ;
- Coupe de l'America[3]
  - 2000 : Vainqueur de la Coupe Louis-Vuitton ; finaliste de la Coupe de l'America avec Prada ;
  - 2003 : Demi-finaliste de la Coupe Louis-Vuitton ;
  - 2007 : Finaliste de la Coupe Louis-Vuitton ;
- Championnats du monde de voile[3]
  - 1978 :  Médaille d'or en Snipe ;
  - 1983 :  Médaille d'or en Snipe ;
  - 1987 :  Médaille d'or en Snipe ;
  - 1990 :  Médaille d'or en Star ;
- Jeux panaméricains[3]
  - 1983 :   Médaille d'or en Soling ;
  - 1987 :   Médaille de bronze en Soling ;
- Volvo Ocean Race[3]
  - 2005-2006 : Troisième sur Brasil 1 ;
  - 2008-2009 : Premier sur Ericsson 4.

## Distinctions
- Élu Marin de l'année de l'ISAF en 2009